# Lipotriches schroederi
Lipotriches schroederi är en biart som först beskrevs av Embrik Strand 1914.  Lipotriches schroederi ingår i släktet Lipotriches och familjen vägbin. Inga underarter finns listade i Catalogue of Life.